# Tektake
Tektake este o comună din departamentul Ould Yengé, Regiunea Guidimakha, Mauritania, cu o populație de 5.649 locuitori.